# Botrychium lunaria
Botrychium lunaria là một loài dương xỉ trong họ Ophioglossaceae. Loài này được L. Sw. mô tả khoa học đầu tiên năm 1801.

## Hình ảnh

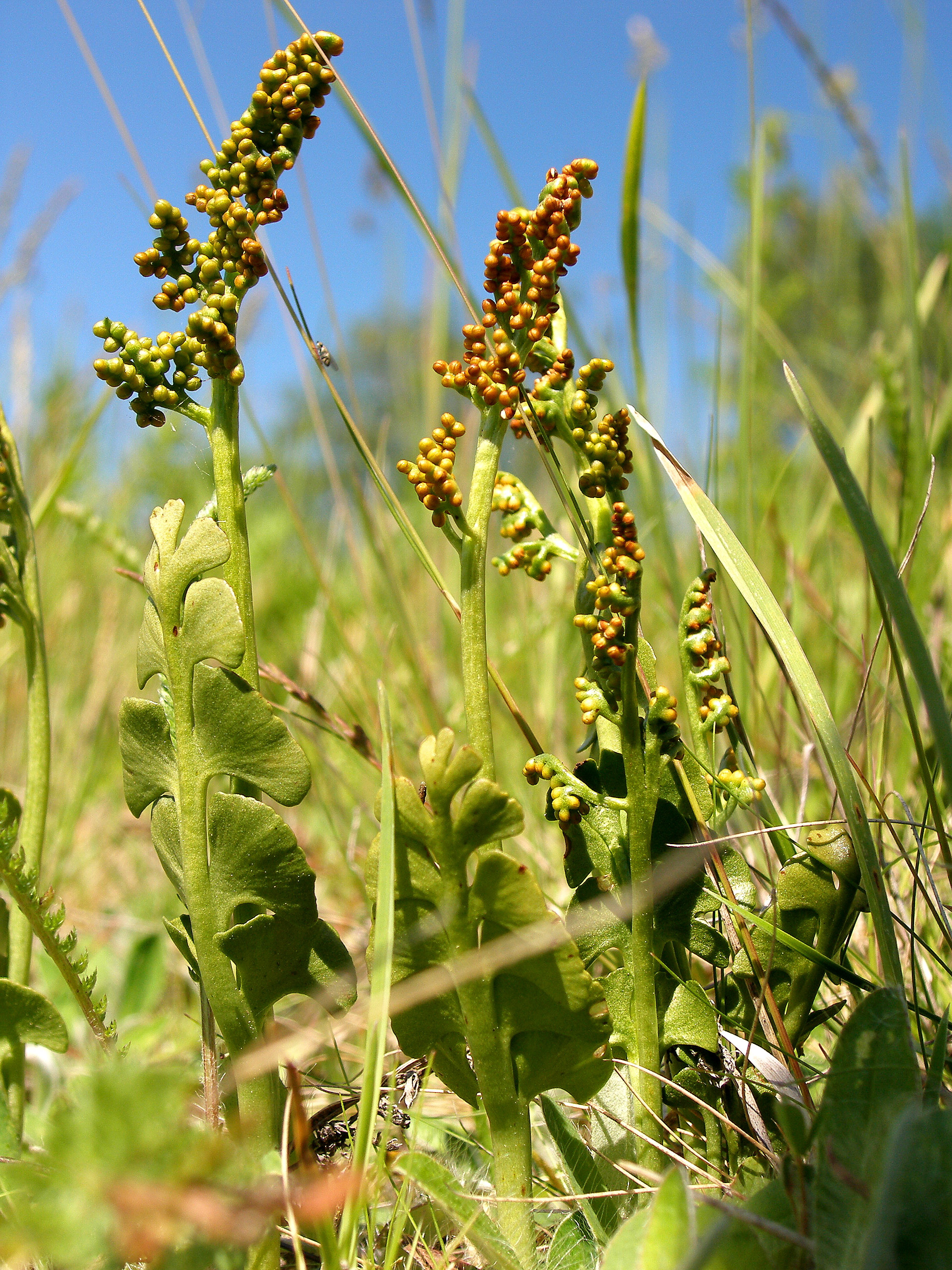
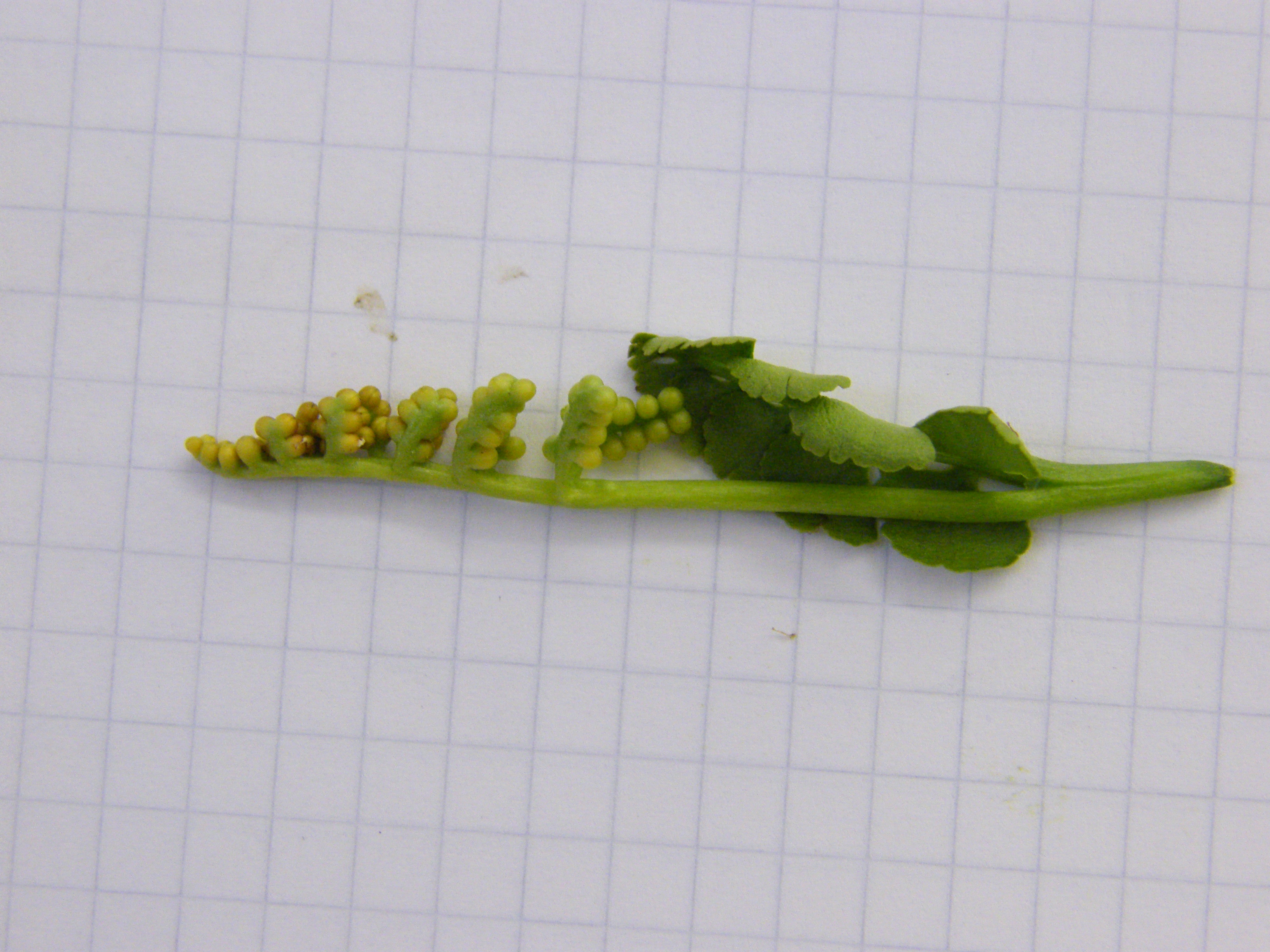
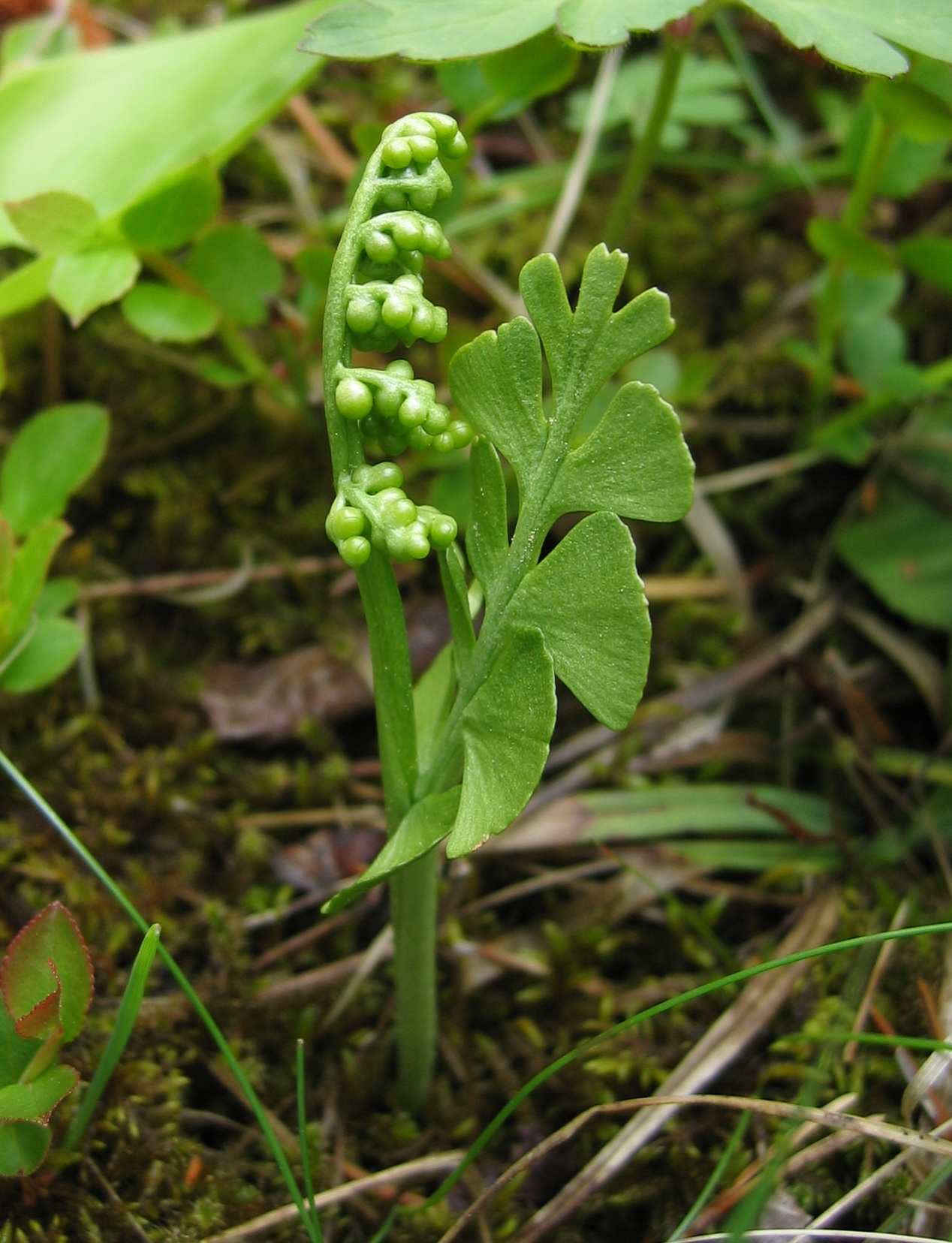
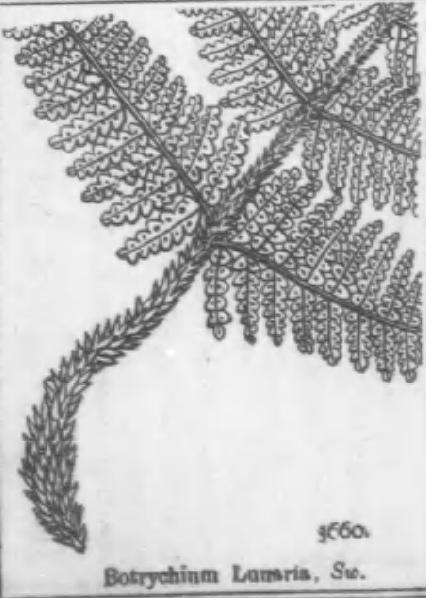